# Neopromachus posthumus
Neopromachus posthumus är en insektsart som beskrevs av Günther 1930. Neopromachus posthumus ingår i släktet Neopromachus och familjen Phasmatidae. Inga underarter finns listade i Catalogue of Life.